# وادی بنی عوف

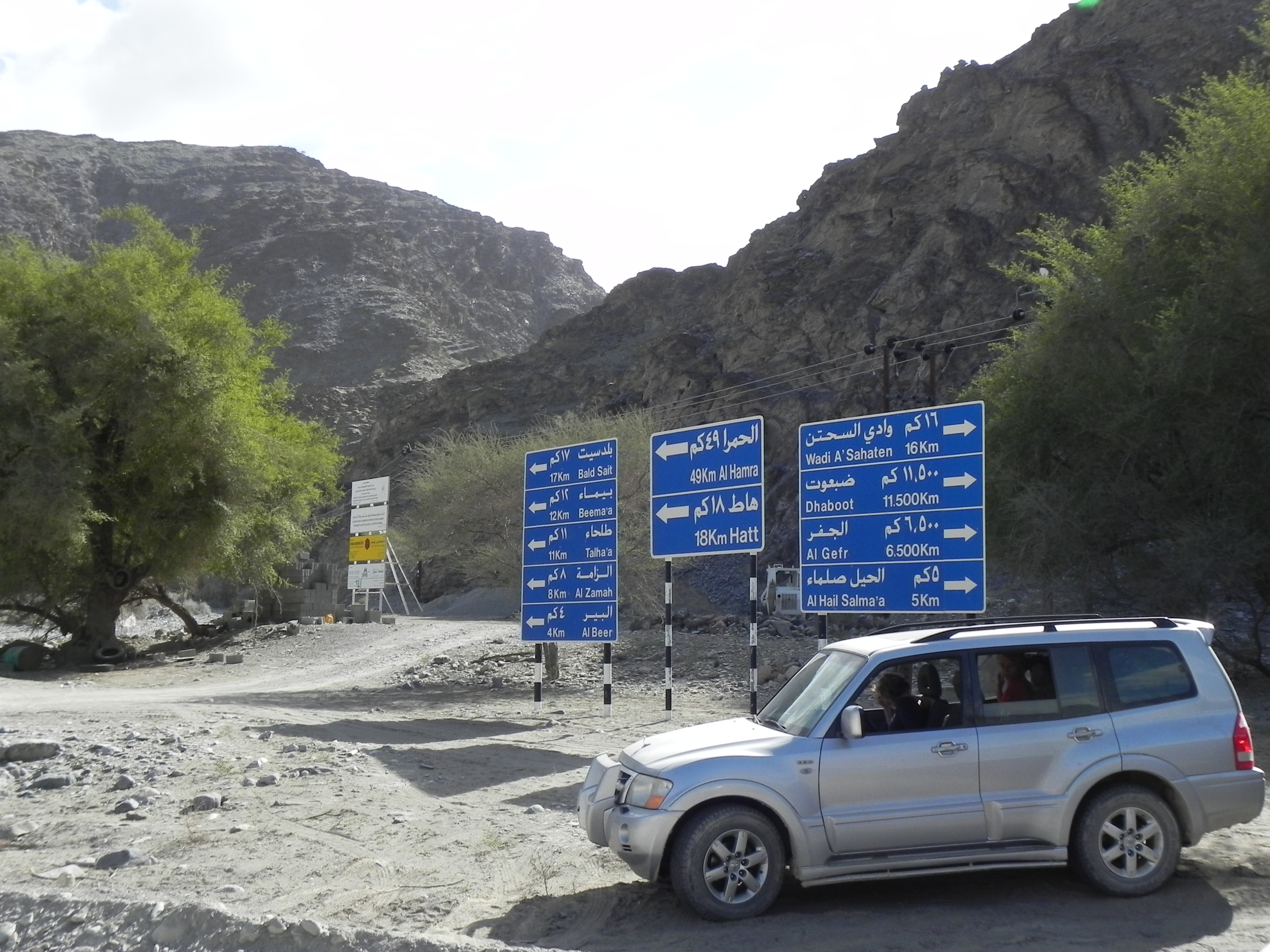
وادی بنی عوف

وادی بنی عوف (به عربی: وادی بنی العوف) نام دره‌ای است و روستایی در کشور پادشاهی عمان، ویکی از (نقاط دیدنی سلطنت عمان) به‌شمار می‌آید. این دره در استان منطقه داخلیه واقع می‌باشد.
این دره یکی از مقاصد گردشگری استان داخلیه‌است، همچنین این دره یکی مناطق متنفس طبیعی اهالی منطقه‌است، چنان‌که در مواسم محتلف مخصوصاً ایام بارش باران وفصل زمستان مردم از مناطق مختلفه سلطنه به این مکان می‌آیند، این دره تمیز خاصی دارد وجاهایی واشکالهایی از صخرهای تاریخی وتکوینات ومجاری آب وغارهایی در اطراف این دره وجود دارد. قسمتی از دره در تمام سال آب دارد وقسمت دیگر خشکیده‌است، گردشگران دراین قسمت خشکیده خیمه می‌زنند.